# Vladimir Androić
Vladimir Androić (in serbo Владимир Андроић?; Čačak, 30 luglio 1957) è un ex cestista e allenatore di pallacanestro jugoslavo, dal 2006 serbo.